# فهرست مشاهده یوفوهای گزارش‌شده

رایج‌ترین اشکال گزارش شده در مشاهده بشقاب پرنده‌ها که توسط پایگاه داده آنلاین مرکز ملی گزارش یوفو (NUFORC) جمع‌آوری شده‌است.

این فهرست شامل گزارش‌های مربوط به رویت اشیاء پرنده ناشناس (یوفوها)، برخوردهای نزدیک و ربوده شدن توسط موجودات فرازمینی است.

## هزاره دوم قبل از میلاد
| تاریخ                     | نام                            | شهر، ایالت      | کشور       | شرح | منابع       |
| ------------------------- | ------------------------------ | --------------- | ---------- | --- | ----------- |
| حدود ۱۴۴۰ قبل از میلاد    | دیسک‌های آتشین                  | مصر سفلی        | مصر باستان | با توجه به پاپیروس مورد مناقشه تولی، کاتبان فرعون توتموس سوم گزارش دادند که "دیسک‌های آتشین" شناور بر فراز آسمان‌ها رو به رو شده‌است. کمیته کاندون مشروعیت پاپیروس تولی را مورد مناقشه قرار داد و اظهار داشت: "تولی گرفته شد و این پاپیروس جعلی است." | [ ۳ ] [ ۴ ] |
| حدود ۴۰ هزار قبل از میلاد | انسان‌هایی با بال‌های بسیار بزرگ | تیمره، گلپایگان | ایران      | در سنگ‌نگاره‌های تیمره گلپایگان، انسان‌هایی با بال‌های بسیار بزرگ تصویر شده‌اند که مربوط به ۴۰هزار سال پیش هستند. مشابه این تصاویر ۳۰هزار سال بعد در پارک ملی یلواستون ایالات متحده توسط بومیان آمریکا ایجاد شد.                                        | [ ۵ ]       |

## دوران باستان کلاسیک
| تاریخ            | نام                          | شهر، ایالت   | کشور          | شرح | منابع       |
| ---------------- | ---------------------------- | ------------ | ------------- | --- | ----------- |
| 218 قبل از میلاد | کشتی‌ها در آسمان              | رم، ایتالیا  | جمهوری روم    | لیوی در زمستان امسال چندین نکته را ثبت می‌کند، از جمله گونه‌های کشتی‌هایی که از آسمان می‌درخشیدند. ("کشتی‌های فانتوم در حال درخشش در آسمان دیده شده بودند"). | [ ۶ ] [ ۷ ] |
| 76 قبل از میلاد  | جرقه از یک ستاره در حال سقوط | ناشناس       | جمهوری روم    | طبق گفته‌های پلینی بزرگ، جرقه‌ای از یک ستاره افتاد و در حین پایین آمدن آن بزرگ شد تا اینکه به اندازه ماه به نظر رسید. سپس دوباره به آسمان صعود کرد و به نور تبدیل شد. | [ ۷ ] [ ۸ ] |
| 74 قبل از میلاد  | پیتوس شعله مانند از آسمان    | فریگیه، آسیا | جمهوری روم    | به گفته پلوتارک، ارتش رومی به فرماندهی لوکولوس در شرف آغاز نبرد با میتریدات ششم از پونتوس بود که «ناگهان آسمان از هم پاشید و بدنی عظیم و شعله مانند در بین دو سپاه دیده شد. شکل آن بیشتر شبیه کوزه شراب بود و رنگش شبیه نقره مذاب بود.» پلوتارک شکل این شی را مانند یک کوزه شراب (پیتوس) گزارش می‌کند. شیء ظاهراً نقره‌ای توسط هر دو ارتش گزارش شده‌است. | [ ۷ ] [ ۹ ] |
| ۱۹۶ میلادی       | موی فرشته                    | رم           | امپراتوری روم | مورخ دیون کاسیوس توضیح داد: "یک باران خوب شبیه نقره از یک آسمان صاف بر فروم رم آگوستوس نازل شد ." او مقداری از مواد را برای پلاک زدن برخی از سکه‌های برنز خود استفاده کرد، اما در روز چهارم پس از آن پوشش نقره ای از بین رفت. | [ ۷ ]       |

## قرن شانزدهم تا هفدهم
| Date       | Name                                  | City, State   | Country                               | Description | Sources                         |
| ---------- | ------------------------------------- | ------------- | ------------------------------------- | --- | ------------------------------- |
| ۱۵۶۱-۰۴-۱۴ | پدیده آسمانی ۱۵۶۱ بر فراز نورنبرگ     | نورنبرگ       | امپراتوری مقدس روم                    | ساکنان نورنبرگ آنچه را که آنها به عنوان یک نبرد هوایی توصیف کردند، مشاهده کردند که به دنبال آن یک جسم بزرگ مثلثی سیاه رنگ و سپس یک سقوط بزرگ در خارج از شهر ظاهر شد. برگه گسترده ادعا می‌کند که شاهدان صدها کره، استوانه و سایر اجسام عجیب و غریب را مشاهده کردند که به‌طور نامنظم بالای سر حرکت می‌کردند. | [ ۱۰ ]                          |
| ۱۵۶۶-۰۸-۰۷ | ۱۵۶۶ پدیده آسمانی بر فراز بازل        | بازل          | سوئیس                                 | برگه‌ای که در سال ۱۵۶۶ منتشر شد، اجسام کروی متعددی را که از خورشید ظاهر می‌شوند، نشان می‌داد. این رویداد در چوب‌تراشی قرن شانزدهمی توسط ساموئل کوکیوس (ساموئل کوخ) و ساموئل آپیاریوس به تصویر کشیده شده‌است.                                                                                                 | [ ۱۰ ]                          |
| ۱۶۰۹-۰۹-۲۲ | آشفتگی بشقاب پرنده در دوره گوانگهاگان | استان گانگوون | پادشاهی چوسان (کره)                   | در ۲۲ سپتامبر سال ۱۶۰۹ شاهدان متعددی گزارش دادند که یوفو را در گوسونگ، وونجو گانگونگ (۹ صبح تا ۱۱ صبح)، شهرستان چونچئون در اوشی (۱۱ صبح تا ۱ بعد از ظهر) مشاهده کردند. | کتاب سوابق واقعی از سلسله چوسان |
| ۱۶۶۸       | واقعه لوچا                            | لوچا          | پادشاهی مجارستان (کشور کنونی اسلواکی) | اولین اشاره به بشقاب پرنده‌ها در اسلواکی مربوط به سال ۱۶۶۸ در شهر لوچا است، جایی که وقایع نگار پرواز یک مارمولک نقره‌ای را در آسمان توصیف می‌کند. | [ ۱۲ ]                          |

## قرن نوزدهم
| تاریخ               | نام                                | شهر، ایالت                     | کشور                    | شرح | منابع         |
| ------------------- | ---------------------------------- | ------------------------------ | ----------------------- | --- | ------------- |
| 1803-02-22 or ۰۳–۲۴ | اتسورو بونه و هاراتون-هاما         | ساحل شرقی                      | شوگونات توکوگاوا (ژاپن) | در ۲۲ فوریه (یا ۲۴ مارس) در سال ۱۸۰۳ ماهیگیران محلی یک کشتی را دیدند که در نزدیکی آب‌ها در حال حرکت بود. آنها می‌گویند زمانی که آنها در مورد آن تحقیق کردند، "زنی جوان زیباً توصیف کردند که موهای قرمز و سفید داشت و لباس‌های عجیب و غریب پوشیده بود. ماهیگیران ادعا می‌کنند که او جعبه ای مربعی در دست داشت "که هیچ‌کس اجازه نداشت آن را لمس کند" و او با آنها به زبانی صحبت می‌کرد که قبلاً هرگز نشنیده بودند. برخی از معتقدان بشقاب پرنده فکر می‌کنند این داستان سند معتبری از برخورد نزدیک از نوع سوم در ژاپن بود. مورخان و قوم شناسان آن را فولکلور می‌دانند. | [ ۱۳ ] [ ۱۴ ] |
| 1883-08-12          | رصد خوزه بونیلا                    | رصدخانه زاکی تاکاس، زاکی تاکاس | مکزیک                   | در ۱۲ اوت ۱۸۸۳، خوزه بونیلا، اخترشناس گزارش داد که بیش از ۳۰۰ جرم تاریک و ناشناس را در حال عبور از قرص خورشید در حین مشاهده فعالیت لکه‌های خورشیدی در رصدخانه زاکاتکاس در مکزیک دید. او توانست چندین عکس بگیرد و صفحات خیس را در ۱/۱۰۰ ثانیه در معرض دید قرار دهد. پس از آن مشخص شد که این اشیاء غازهای بلند پرواز هستند. | [ ۱۵ ]        |
| ۱۸۹۶–۱۸۹۷           | کشتی‌های هوایی مرموز                | سراسر کشور ایالات متحده        | ایالات متحده آمریکا     | گزارش‌های متعددی از مشاهده بشقاب پرنده‌ها و اقدام به آدم‌ربایی در سراسر ایالات متحده در یک دوره ۲ ساله. | [ ۱۶ ]        |
| ۱۸۹۷-۰۴-۱۷          | شفق قطبی، تگزاس، حادثه بشقاب پرنده | آرورا، تگزاس                   | ایالات متحده آمریکا     | داستان سقوط یک بشقاب پرنده و دفن خلبان بیگانه آن در گورستان محلی در آوریل ۱۸۹۷ توسط خبرنگار محلی اس ای هیدن برای روزنامه‌های دالاس و فورت ورث ارسال شد. | [ ۱۷ ] [ ۱۸ ] |

## قرن بیستم

### ۱۹۰۱–۱۹۴۹
| تاریخ                    | نام                                | شهر، ایالت                               | کشور                                            | شرح | منابع                |
| ------------------------ | ---------------------------------- | ---------------------------------------- | ----------------------------------------------- | --- | -------------------- |
| ۱۹۰۹                     | کشتی‌های هوایی مرموز                | اوتاگو                                   | نیوزلند                                         | نورهای متحرک عجیب و برخی اجسام جامد در آسمان در اطراف اوتاگو و جاهای دیگر نیوزلند دیده شد و به روزنامه‌ها گزارش شد. | [ ۱۹ ] [ ۲۰ ]        |
| ۱۹۱۷-۰۸-۱۳, ۰۹–۱۳, ۱۰–۱۳ | معجزه خورشید                       | فاتیما، سانتاری                          | پرتغال                                          | هزاران نفر چرخش خورشید و فرود آمدن آن را مشاهده کردند. این مورد بعداً توسط ژاک والی، خواکیم فرناندز و فینا دآرمادا به عنوان یک مشاهده احتمالی بشقاب پرنده تعبیر شد، اما به دلیل تفاوت‌های فرهنگی به این عنوان شناخته نشد.                                                                               | [ ۲۱ ] [ ۲۲ ] [ ۲۳ ] |
| 1940s                    | فو مبارزان                         |                                          | بیش از تئاترهای جنگ جهانی دوم                   | در طول جنگ جهانی دوم، کره‌های فلزی کوچک و توپ‌های رنگارنگ نوری که مکرراً توسط خدمه بمب‌افکن در سرتاسر جهان دیده می‌شوند و گهگاه عکس‌برداری می‌شوند. | [ ۲۴ ] [ ۲۵ ]        |
| ۱۹۴۱                     | سقوط بشقاب پرنده کیپ ژیراردو       | کیپ ژراردو، میزوری                       | ایالات متحده آمریکا                             | اولین پاسخ دهندگان و یک وزیر باپتیست ظاهراً فضاپیماها و اجساد سقوط کرده را مشاهده می‌کنند. منتشر شده در سال ۹۱ بر اساس نوه بازمانده وزیر. | [ ۲۶ ] [ ۲۷ ] [ ۲۸ ] |
| ۱۹۴۲-۰۲-۲۴               | نبرد لس آنجلس                      | شهرستان لس آنجلس، کالیفرنیا              | ایالات متحده آمریکا                             | اشیاء هوایی ناشناس باعث شلیک هزاران گلوله ضدهوایی می‌شود و وضعیت هشدار در زمان جنگ را افزایش می‌دهد. | [ ۲۹ ]               |
| ۱۹۴۶                     | راکت‌های روح                        |                                          | بیشتر در اسکاندیناوی، بلکه سایر کشورهای اروپایی | مشاهده تعداد زیادی بشقاب پرنده بر فراز اسکاندیناوی گزارش شد که باعث شد ستاد دفاع سوئد ابراز نگرانی کند. | [ ۳۰ ]               |
| ۱۹۴۶-۰۵-۱۸               | یادبود بشقاب پرنده انگلهولم        | انگلهولم، کریستین استادز                 | سوئد                                            | گوستا کارلسون گزارش می‌دهد که یک بشقاب پرنده و مسافران بیگانه آن را دیده‌است. اکنون مدلی از آن در محل نصب شده‌است. این مورد در سال ۱۹۹۵به‌طور عمومی گزارش شد. | [ ۳۲ ]               |
| ۱۹۴۷-۰۶-۲۱               | حادثه جزیره موری                   | صدای پوگت در نزدیکی جزیره موری، واشینگتن | ایالات متحده آمریکا                             | هارولد دال گزارش داد که سگش در برخورد با چهار تا شش شیء پرنده دونات شکل کشته شد و پسرش بر اثر آوار مجروح شد. او همچنین ادعا کرد که یک شاهد متعاقباً توسط مردان سیاهپوش تهدید شده‌است. این مورد اولین بار در اواسط ژوئیه به کنت آرنولد گزارش شد، یعنی حدود سه هفته پس از وقوع آن.                        | [ ۳۳ ]               |
| ۱۹۴۷-۰۶-۲۴               | مشاهده بشقاب پرنده کنت آرنولد      | شمال کوه رینیر، واشینگتن                 | ایالات متحده آمریکا                             | مشاهده بشقاب پرنده که جرقه نام بشقاب پرنده را برانگیخت. این مشاهده به عنوان آغاز «عصر بشقاب پرنده مدرن» در نظر گرفته می‌شود. | [ ۳۴ ] [ ۳۵ ]        |
| ۱۹۴۷–۰۶/۰۷               | مشاهده یوفو در سال ۱۹۴۷            | بیشتر واشینگتن                           | ایالات متحده آمریکا                             | پس از مشاهده کنت آرنولد، چندین مورد مشاهده بشقاب پرنده گزارش شد. | [ ۳۴ ]               |
| ۱۹۴۷–۰۶                  | حادثه رازول                        | حدود ۳۰ مایلی شمال رازول، نیومکزیکو      | ایالات متحده آمریکا                             | نیروی هوایی ارتش ایالات متحده از «تسخیر» یک «بشقاب پرنده» خبر داد. ساعاتی بعد، ارتش اعلام کرد که این کشف یک بالن هواشناسی سقوط کرده‌است. در سال ۱۹۷۸، پس از اینکه افسر ارتش جسی مارسل به محققان بشقاب پرنده گفت که توضیح بالون هواشناسی یک داستان سرپوشیده بود، این پرونده دوباره مورد توجه قرار گرفت. | [ ۳۶ ] [ ۳۷ ]        |
| ۱۹۴۸                     | گلوله‌های آتشین سبز                 |                                          | ایالات متحده آمریکا                             | اشیاء بر فراز چندین پایگاه نظامی ایالات متحده گزارش شده‌است. تحقیقات رسمی دنبال شد. | [ ۳۸ ] [ ۳۹ ]        |
| ۱۹۴۸-۰۱-۰۷               | توماس مانتل                        | کنتاکی                                   | ایالات متحده آمریکا                             | نیروی هوایی ایالات متحده یک خلبان جنگنده را برای بررسی رویت یک بشقاب پرنده بر فراز فورت ناکس، کنتاکی فرستاد. هواپیمای او در حین تعقیب بشقاب پرنده سقوط کرد و خلبان کشته شد. | [ ۴۰ ]               |
| ۱۹۴۸-۰۳-۲۵               | آزتک، نیومکزیکو، حادثه بشقاب پرنده | نیومکزیکو                                | ایالات متحده آمریکا                             | بازیابی ادعایی یک بشقاب پرنده زمینگیر شده و سرنشینان آن از فلاتی در نیومکزیکو. | [ ۴۱ ]               |
| ۱۹۴۸-۰۷-۲۴               | برخورد یوفوهای شیلز و ویتد         | آلاباما                                  | ایالات متحده آمریکا                             | یوفوهای شیلز و ویتد، خلبانان تجاری آمریکایی، گزارش دادند که هواپیمای آنها تقریباً با یک بشقاب پرنده برخورد کرده‌است. | [ ۴۲ ]               |
| ۱۹۴۸-۱۰-۰۱               | سگ جنگی گورمن                      | داکوتای شمالی                            | ایالات متحده آمریکا                             | فارگو، داکوتای شمالی یک خلبان نیروی هوایی ایالات متحده یک بشقاب پرنده را به مدت ۲۷ دقیقه بر فراز فارگو، داکوتای شمالی مشاهده و تعقیب کرد. | [ ۴۳ ] [ ۴۴ ]        |

### ۱۹۵۰–۱۹۷۴
| تاریخ            | نام                                      | شهر، ایالت                                         | کشور                          | شرح | منابع                       |
| ---------------- | ---------------------------------------- | -------------------------------------------------- | ----------------------------- | --- | --------------------------- |
| ۱۹۵۰-۰۵-۱۱       | عکس‌های یوفو مکمینویل                     | مزرعه ای در نزدیکی مکمینویل، اورگن                 | ایالات متحده                  | یک کشاورز از یک بشقاب پرنده ادعایی عکس گرفت. این اولین عکس‌های ادعا شده از بشقاب پرنده از زمان ابداع این اصطلاح بود. | [ ۴۵ ]                      |
| 1950-08-05 or ۱۵ | حادثه یوفو ماریانا                       | گریت فالز، مونتانا                                 | ایالات متحده                  | مدیر تیم بیسبال حرفه ای گریت فالز فیلم رنگی از پرواز دو بشقاب پرنده بر فراز گریت فالز گرفت. این فیلم به‌طور گسترده توسط نیروی هوایی ایالات متحده و چندین محقق مستقل مورد تجزیه و تحلیل قرار گرفت. | [ ۴۶ ]                      |
| ۱۹۵۱-۰۸-۲۵       | چراغ‌های لوبوک                            | شهرستان لوبوک، تگزاس                               | ایالات متحده                  | چندین نور در ساختارهای V شکل بارها بر فراز شهر در حال پرواز بودند. شاهدان شامل استادانی از دانشگاه فناوری تگزاس بودند که توسط یک دانشجوی فناوری تگزاس عکس گرفته شد. | [ ۴۷ ]                      |
| 1952-07-12 to ۲۹ | ۱۹۵۲ حادثه بشقاب پرنده در واشینگتن دی سی | واشینگتن، دی.سی.                                   | ایالات متحده                  | مجموعه ای از رویت‌ها در ژوئیه ۱۹۵۲ با تماس‌های راداری در سه فرودگاه جداگانه در منطقه واشینگتن همراه بود. این مشاهدات به تیتر صفحه اول در سراسر کشور تبدیل شد و در نهایت منجر به تشکیل پانل رابرتسون توسط سیا شد. | [ ۴۸ ] [ ۴۹ ]               |
| ۱۹۵۲-۰۷-۱۴       | مشاهده بشقاب پرنده نش-فورتنبری           | نورفک، ویرجینیا                                    | ایالات متحده                  | دبلیو نش و دبلیو فورتنبری، خلبانان یک هواپیمای مسافربری DC-4 از پان امریکن ایرویز، هشت شیء بزرگ، گرد و قرمز درخشان را دیدند. | [ ۵۰ ] [ ۵۱ ]               |
| ۱۹۵۲-۰۷-۲۴       | حادثه یوفو سینک کارسون                   | نزدیک کارسون‌سیتی، نوادا                            | ایالات متحده                  | دو خلبان سه هواپیمای غیرعادی بال دلتا را دیدند که در ساختار V بر فراز کارسون سینک در حال پرواز بودند. | [ ۵۲ ]                      |
| ۱۹۵۲-۰۸-۰۵       | حادثه پایگاه نیروی هوایی هاندا           | توکیو                                              | ژاپن                          | اپراتورهای برج USAF در Haneda AFB یک نور سفید متمایل به آبی درخشان را در شمال شرقی خود مشاهده کردند و به واحد رادار GCI در Shiroi هشدار دادند که پس از بازگشت رادار در همان منطقه عمومی، خواستار درگیری یک رهگیر F94 شد. رادار زمینی GCI F94 را به سمت یک هدف ناشناخته در حال چرخش برد که F94 آن را در رادار هوابرد خود دریافت کرد. سپس هدف پس از ۹۰ ثانیه تعقیب که در رادار Shiroi GCI نیز دنبال شد، از محدوده راداری F94 خارج شد. | [ ۵۳ ]                      |
| ۱۹۵۲-۰۹-۱۲       | هیولای تخت چوب                           | فلتوودز، ویرجینیای غربی                            | ایالات متحده                  | شش پسر و یک زن محلی گزارش دادند که یک بشقاب پرنده را مشاهده کردند و یک موجود سر بیل را در نزدیکی محل فرود دیدند. | [ ۵۴ ] [ ۵۵ ] [ ۵۶ ]        |
| ۱۹۵۳-۰۸-۰۵/۰۶    | مشاهده بشقاب پرنده الزورث                | رپید سیتی، داکوتای جنوبی و بیسمارک، داکوتای شمالی  | ایالات متحده                  | در طول دو شب، یک نور درخشان قرمز توسط ۴۵ نفر مشاهده می‌شود. | [ ۵۷ ]                      |
| ۱۹۵۳-۱۱-۲۳       | ناپدید شدن فلیکس مونکلا و رابرت ویلسون   | در نزدیکی سو قفل بر روی دریاچه سوپریور             | ایالات متحده/کانادا           | خلبان و اپراتور رادار نیروی هوایی ایالات متحده و F-89C آنها در حالی که به دنبال بازگشت ناشناس راداری بودند ناپدید شدند. | [ ۵۸ ]                      |
| ۱۹۵۴-۱۰-۲۷       | دیدنی عظیم استادیوم فیورنتینا            | ورزشگاه آرتمیو فرانکی در فلورانس                   | ایتالیا                       | یک بازی فوتبال بین فیورنتینا و پیستویزه در استادیوم آرتمیو فرانچی در جریان بود که گروهی از بشقاب پرنده‌ها که با سرعت زیاد در حال حرکت بودند ناگهان بر فراز استادیوم توقف کردند. ورزشگاه ساکت شد زیرا جمعیت حدود ۱۰۰۰۰ تماشاگر شاهد این رویداد بودند و بشقاب پرنده‌ها را به شکل سیگار توصیف کردند. | [ ۵۹ ] [ ۶۰ ]               |
| ۱۹۵۵-۰۸-۲۱/۲۲    | رویارویی کلی و هاپکینزویل                | خانه ای در نزدیکی هاپکینزویل                       | ایالات متحده                  | پس از مشاهده یک هواپیمای دیسکی شکل، گروهی از موجودات عجیب و غریب و اجنه مانند گزارش شده‌است که بارها و بارها به یک خانه مزرعه نزدیک شده و از پنجره‌ها به داخل خانه نگاه کرده‌اند. اعضای دو خانواده حاضر چندین بار بدون تأثیر یا بدون تأثیر به آنها شلیک کردند. این برخورد از غروب تا صبح ادامه داشت. | [ ۶۱ ]                      |
| ۱۹۵۶-۰۷-۲۴       | مخاطب دراکنزبرگ                          | دراکنزبرگ                                          | آفریقای جنوبی                 | یک مجموعه عکس معروف که یک بشقاب پرنده فرضی را به تصویر می‌کشد، در ۲۴ ژوئیه در نزدیکی روزتا در منطقه دراکنزبرگ گرفته شد. عکاس، الیزابت کلارر، هواشناس، ادعا کرد که ماجراجویی‌های مفصلی با یک نژاد بیگانه داشته‌است، علاوه بر این که یک معشوقه بیگانه به نام آکون داشته‌است که پدر پسرش آیلینگ بود. | [ ۶۲ ]                      |
| ۱۹۵۷-۰۵-۲۰       | برخورد با بشقاب پرنده میلتون تورس ۱۹۵۷   | پادشاهی آنگلیای شرقی                               | بریتانیا                      | خلبان جنگنده نیروی هوایی ایالات متحده، میلتون تورس گزارش می‌دهد که به او دستور داده شد یک بشقاب پرنده را که «الگوهای پرواز بسیار غیرمعمول» را بر فراز شرق آنگلیا نشان می‌داد، رهگیری و شلیک کند. اپراتورهای رادار زمینی هواپیمای ناشناس را برای مدتی قبل از رهگیری هواپیمای تورس ردیابی کردند. | [ ۶۳ ]                      |
| ۱۹۵۷-۱۰-۱۶/۱۷    | ربوده شدن آنتونیو ویلاس بواس             | نزدیک سائو فرانسیسکو دی فروش، میناز ژرایس          | برزیل                         | یکی از اولین ادعاهای آدم‌ربایی. کشاورز آنتونیو ویلاس بواس ادعا کرد که در حین کار شبانه در مزارع توسط بیگانگان انسان نما ربوده شده و مورد بررسی قرار گرفته‌است. او همچنین ادعا کرد که در هواپیمای تخم مرغی با یک زن بیگانه رابطه جنسی داشته‌است. | [ ۶۴ ]                      |
| ۱۹۵۷-۱۱-۰۲       | [مورد یوفو لولند                         | لولند، تگزاس                                       | ایالات متحده                  | افراد زیادی مشاهده می‌کنند که یک شی درخشان تخم مرغی شکل و یک جسم سیگاری شکل که باعث خاموش شدن موتورهای وسیله نقلیه آنها شده‌است. | [ ۶۵ ] [ ۶۶ ]               |
| ۱۹۵۸-۰۱-۱۶       | حادثه یوفو Trindade                      | ترینیداد                                           | برزیل                         | ۹ مشاهده جداگانه و ۷ عکس از یوفوها در جزیره ترینیداد در جریان سفرهای هواشناسی و زمین‌شناسی در جزیره گزارش شد. | [ ۶۷ ]                      |
| ۱۹۵۹-۰۲-۰۲/۰۳    | حادثه گذرگاه دیاتلوف                     | Kholat Syakhl، استان Sverdlovsk                    | اتحاد جماهیر شوروی سوسیالیستی | مرگ مرموز اسکی بازان با تجربه در اورال به دلیل تحقیقات رسمی است که گمان می‌رود توسط یک «نیروی طبیعی قانع کننده» ناشناخته ایجاد شده‌است. برخی ادعا می‌کنند که با کره‌های نارنجی ناشناس ارتباط دارند. | [ ۶۸ ]                      |
| ۱۹۶۱-۰۹-۱۹       | ربوده شدن بتی و بارنی هیل                | جنوب لنکستر، نیوهمپشایر در مسیر ۳                  | ایالات متحده                  | اولین تجربه ربوده شدن بیگانگان به‌طور گسترده. هیلز در اواخر عصر هنگام رانندگی با ماشین خود به خانه یک دیسک پرنده بزرگ دید و بعداً ادعا کرد که توسط فرازمینی‌های کوچک ربوده شده و مورد معاینه پزشکی قرار گرفته‌اند. | [ ۶۹ ]                      |
| ۱۹۶۴-۰۴-۲۴       | حادثه لانی زامورا                        | ساکورو، نیومکزیکو                                  | ایالات متحده                  | افسر پلیس زامورا از برخورد نزدیک خبر می‌دهد. | [ ۷۰ ]                      |
| ۱۹۶۵-۰۹-۰۳       | حادثه در اکستر                           | اکسیتر، نیوهمپشایر                                 | ایالات متحده                  | گزارش‌های متعددی از یوفوها در اکستر، نیوهمپشایر. | [ ۷۱ ]                      |
| ۱۹۶۵-۰۷-۰۱       | حادثه یوفو Valensole                     | Valensole , Provence-Alpes-Côte d'Azur             | فرانسه                        | دهقان موریس ماسه یک شی کروی شکل فرود آمده را دید و توسط دو سرنشین خاکستری مانند بیگانگان فلج شد. | [ ۷۲ ] [ ۷۳ ]               |
| ۱۹۶۵-۱۲-۰۹       | حادثه یوفو ککسبورگ                       | ککسبورگ، پنسیلوانیا                                | ایالات متحده                  | مشاهده انبوه یک گلوله آتشین درخشان در حال سقوط که آوارها را رها می‌کند و باعث انفجار صوتی می‌شود، به دنبال آن محاصره محل احتمالی سقوط، به ادعای ترساندن یک خبرنگار توسط مردان سیاه پوش و پنهان‌کاری و مرگ نامعلوم شاهد مذکور. | [ ۷۴ ]                      |
| ۱۹۶۶             | پیشگویی‌های مادران                        | پوینت پلزنت، ویرجینیای غربی                        | ایالات متحده                  | موجی از مشاهده‌های گزارش شده از یک انسان نما بالدار به رویدادهای مرموز دیگری از جمله مشاهده یوفوها مرتبط است. | [ ۷۵ ]                      |
| ۱۹۶۶-۰۴-۰۶       | یوفو وستال                               | کلیتن ساوث، ویکتوریا                               | استرالیا                      | مشاهده ای که توسط صدها نفر گزارش شده‌است. شاهدان «حادثه کلیتون» هنوز برای دیدار مجدد جمع می‌شوند. | [ ۷۶ ]                      |
| ۱۹۶۷-۰۸-۲۹       | برخورد نزدیک کوساک                       | خارج از کوساک، اوورن                               | فرانسه                        | یک برادر و خواهر جوان ادعا کردند که در حین گله‌داری گاو در خارج از روستای خود شاهد یک کره درخشان و چهار سرنشین کوچک سیاه‌پوست بوده‌اند. | [ ۷۷ ]                      |
| ۱۹۶۷-۱۰-۰۴       | حادثه بشقاب پرنده شاگ هاربر              | خلیج مین در نزدیکی بندر شاگ، نوا اسکوشیا           | کانادا                        | گزارش شده‌است که یک شیء نورانی بزرگ در نزدیکی بندر شاگ به داخل آب سقوط کرده‌است. جستجوی نیروی دریایی کانادا به دنبال آن انجام شد و به‌طور رسمی از این شی به عنوان یک بشقاب پرنده یاد شد. در آن زمان یوفوهای دیگری نیز در این منطقه مشاهده شد. | [ ۷۸ ] [ ۷۹ ]               |
| ۱۹۶۹-۰۱-۰۶       | حادثه یوفو جیمی کارتر                    | لیری، جورجیا                                       | ایالات متحده                  | جیمی کارتر (رئیس‌جمهور ایالات متحده ۱۹۷۷–۱۹۸۱) گزارش داد که در سال ۱۹۶۹ در لیری، جورجیا، یک شی پرنده ناشناس را مشاهده کرد. | [ ۸۰ ]                      |
| ۱۹۶۹-۰۴-۱۲       | رویت نیروی هوایی فنلاند                  | پری                                                | فنلاند                        | هفت شی دیسکی شکل که در فاصله ۱۵۰۰ تا ۳۰۰۰ متری معلق بودند توسط کنترل‌کننده ترافیک هوایی و دو خلبان مشاهده شدند. زمانی که خلبان جنگنده تارمو توکووا تحقیق کرد، آنها سرعت گرفتند و دور شدند. | [ ۸۱ ]                      |
| ۱۹۶۹-۰۹-۰۱       | مشاهده بشقاب پرنده برکشایر               | شهرستان برکشر، ماساچوست                            | ایالات متحده                  | چهار خانواده غیرمرتبط ادعا می‌کنند که توسط یک بشقاب پرنده ربوده شده و توسط پرتوی نور به حرکت درآمده اند. | [ ۸۲ ]                      |
| ۱۹۷۲-۰۶-۲۷       | ۱۹۷۲ مشاهده یوفو در کیپ شرقی             | فورت بوفورت                                        | آفریقای جنوبی                 | یک کشتی در نزدیکی فورت بوفور در کیپ شرقی مشاهده شد که توجه نظامیان را به خود جلب کرد. | [ ۸۳ ] [ ۸۴ ] [ ۸۵ ] [ ۸۶ ] |
| ۱۹۷۲-۱۱-۱۲       | ۱۹۷۲ مشاهده یوفو در کیپ شرقی             | روزمید                                             | آفریقای جنوبی                 | به نظر می‌رسد یک مدیر مدرسه به محل فرود یوفوها در شهر روزمید رسیده‌است. | [ ۸۴ ] [ ۸۷ ] [ ۸۸ ] [ ۸۹ ] |
| ۱۹۷۳-۱۰-۱۱       | ربودن پاسکاگولا                          | نزدیک پاسکاگولا در رودخانه پاسکاگولا ، [میسیسیپی]] | ایالات متحده                  | دو مرد در حال ماهیگیری در رودخانه ادعا کردند که توسط انسان نماهایی با ظاهری عجیب ربوده شده‌اند. | [ ۹۰ ]                      |
| ۱۹۷۴-۰۱-۲۳       | حادثه بشقاب پرنده کوهستان بروین          | Llandrillo , Merionethshire , North Wales          | بریتانیا                      | یک سقوط ادعایی بشقاب پرنده شامل نورهایی در آسمان لحظاتی قبل از یک ضربه بزرگ. اما به زودی علت این حادثه زلزله ۳٫۵ ریشتری اعلام شد | [ ۹۱ ] [ ۹۲ ]               |

### ۱۹۷۵–۲۰۰۰
| تاریخ            | نام                                           | شهر، ایالت                                               | کشور                            | شرح | منابع                           |
| ---------------- | --------------------------------------------- | -------------------------------------------------------- | ------------------------------- | --- | ------------------------------- |
| ۱۹۷۵-۰۱-۱۲       | حادثه استون هنج                               | برگن شمالی، نیوجرسی                                      | ایالات متحده                    | ظاهراً یک بشقاب پرنده در پارک شمالی هادسون توسط مردی به نام جورج اوبارسکی در حالی که در ساعت ۲:۴۵ بامداد در حال رانندگی به خانه بود، مشاهده شد. | [ ۹۳ ]                          |
| ۱۹۷۵-۱۱-۰۵       | حادثه آدم‌ربایی تراویس والتون توسط بشقاب پرنده | نزدیک چشمه‌های ترکیه در جنگل ملی آپاچی-سیتگریوز، آریزونا  | ایالات متحده                    | چوب‌بر تراویس والتون گزارش می‌دهد که به مدت پنج روز توسط بیگانگان ربوده شده‌است. شش همکار والتون ادعا کردند که شاهد یک دیسک نقره ای بزرگ و روشن بوده‌اند و از صحنه گریخته و او را روی زمین دراز کشیده‌اند. او دوباره در ۱۱–۱۰ در اواخر عصر در هبر-اورگارد ظاهر شد. والتون این رویداد و عواقب آن را در کتاب The Walton Experience (1978) توصیف کرد، که در فیلم آتش در آسمان (۱۹۹۳) به نمایش درآمد (با تغییر صحنه‌های کشتی فرازمینی‌ها به‌طور قابل توجهی). | [ ۹۰ ]                          |
| ۱۹۷۶-۰۸-۲۰       | آدم‌ربایی‌های آلگاش                             | دریاچه ایگل در آبراه آلگاش، مین                          | ایالات متحده                    | چهار کمپینگ ادعا کردند که توسط موجودات بیگانه در بیابان آلگاش ربوده شده‌اند. | [ ۹۴ ] [ ۹۵ ]                   |
| ۱۹۷۶-۰۹-۱۹       | ۱۹۷۶ حادثه بشقاب پرنده تهران                  | در شمال و استان‌های تهران، مازندران                       | ایران                           | جسم بسیار درخشانی شبیه ستاره از شمیران دیده شد. پس از هر نزدیک شدن به بشقاب پرنده، تجهیزات الکترونیکی دو فروند هواپیمای رهگیر F-4 نیروی هوایی شاهنشاهی ایران به همراه تجهیزات کنترل زمینی در فرودگاه بین‌المللی مهرآباد از کار می‌افتد، اتفاقی که به‌طور کامل در گزارش DIA آمریکا ثبت شده‌است. | [ ۹۶ ]                          |
| ۱۹۷۶-۱۰-۱۴       | حادثه بشقاب پرنده کاخ آبی                     | سئول                                                     | کره جنوبی                       | در ۱۴ اکتبر ۱۹۷۶ حدود دوازده نور درخشان وجود داشت و آنها در فواصل منظم در آسمان از هم جدا شدند. ارتش با گلوله‌های ضدهوایی شلیک کرد. چندین نفر بر اثر اصابت گلوله مجروح و آسیب دیدند. | [ ۹۷ ]                          |
| ۱۹۷۷-۰۹-۲۰       | پدیده پتروزاوودسک                             | مکان‌های متعدد در چندین کشور                              | اتحاد جماهیر شوروی / شمال اروپا | مجموعه ای از رویدادهای آسمانی با ماهیت مورد مناقشه از کپنهاگ و هلسینکی در غرب تا ولادی وستوک در شرق. در پتروزاوودسک، یک شی درخشان گزارش شد که شهر را با پرتوهای متعددی باران کرد. این پدیده گاهی به پرتاب ماهواره Kosmos-955 شوروی نسبت داده می‌شود. | [ ۹۸ ]                          |
| ۱۹۷۷             | براد هاون                                     | دیفد، ولز                                                | انگلستان                        | در دهه ۱۹۷۰، این منطقه صحنه مشاهدات ادعایی بشقاب پرنده بود و به مثلث پهناور لقب گرفت. | [ ۹۹ ] [ ۱۰۰ ]                  |
| ۱۹۷۸-۰۵-۱۰       | ربودن امیلسین                                 | Emilcin , Voivodeship لوبلین                             | لهستان                          | گفته می‌شود که یک کشاورز در Emilcin توسط موجودات انسان‌نما با چهره‌های سبز کوتاه که به زبانی نامتعارف در یک کشتی سفید، معلق در هوا و زمزمه صحبت می‌کنند، ربوده شده و مورد معاینه پزشکی قرار گرفته‌است. اکنون یک بنای یادبود در این مکان وجود دارد. | [ ۱۰۱ ]                         |
| ۱۹۷۸-۱۰-۲۱       | ناپدید شدن والنتیچ                            | ویکتوریا                                                 | استرالیا                        | در تماس با کنترل ترافیک هوایی، یک خلبان استرالیایی گزارش داد که قبل از ناپدید شدن خود و هواپیمایش، یک بشقاب پرنده را دیده‌است. | [ ۱۰۲ ] [ ۱۰۳ ]                 |
| ۱۹۷۸-۱۲-۲۱       | چراغ‌های کایکور                                | جزیره جنوبی                                              | نیوزلند                         | یک سری مشاهده توسط یک هواپیمای باربری Safe Air طی دو شب. هواپیما نورهایی را گزارش کرد که تغییر رنگ و اندازه داشتند. نورها توسط رادار زمینی و هوایی ردیابی و توسط گروه تلویزیونی در هوا فیلمبرداری شد. | [ ۱۰۴ ]                         |
| ۱۹۷۹-۰۸-۲۷       | حادثه وال جانسون                              | شهرستان مارشال، مینه‌سوتا                                 | ایالات متحده                    | معاون کلانتری که با جراحات موقت شبکیه چشم و آسیب به خودروی گشت خود پیدا شد، ادعا کرد که با یک شی پرنده با نور روشن مواجه شده‌است. | [ ۱۰۵ ] [ ۱۰۶ ]                 |
| ۱۹۷۹-۱۱-۰۹       | برخورد دچمونت وودز                            | قانون دچمونت در نزدیکی لیوینگستون، لوتیان غربی، اسکاتلند | بریتانیا                        | باب تیلور، یک جنگلبان، ادعا کرد که پس از کشیده شدن به سمت یک جسم کروی بزرگ که بر فراز یک فضای خالی در جنگل معلق بود، هوشیاری خود را از دست داد. | [ ۱۰۷ ]                         |
| 1980-04-11 to ۲۸ | حادثه بشقاب پرنده آرکیپا                      | منطقه آرکیپا                                             | پرو                             | رهگیری یک بشقاب پرنده ادعایی توسط سوخو-۲۲. خلبان شی را تعقیب کرد و سلاح‌های خود را به سمت بشقاب پرنده نشانه گرفت و شصت و چهار گلوله ۳۰ میلی‌متری شلیک کرد. خلبان شیء را دنبال کرد و گزارش داد که رنگ کرم لعابی دارد. شبیه به یک لامپ رشته‌ای با پایه نقره ای دایره ای بسیار گسترده‌تر. سپس خلبان درگیری را قطع کرد. | [ ۱۰۸ ] [ ۱۰۹ ]                 |
| 1980-12-24 to ۲۸ | حادثه رندلشم-وودبریج                          | جنگل رندلشم، سافولک، انگلستان                            | بریتانیا                        | مشاهده توسط پرسنل USAF، که در ابتدا به نظر می‌رسید یک هواپیمای سرنگون شده‌است. | [ ۱۱۰ ]                         |
| ۱۹۸۰-۱۲-۲۹       | حادثه نقدی-لندروم                             | در بزرگراه ایالتی FM 1485 در نیو کانی، تگزاس             | ایالات متحده                    | سه نفر ادعا می‌کنند که در جاده ای مجزا از یک جسم بزرگ الماس شکل که شعله بیرون می‌دهد و گرما منتشر می‌کند که توسط هلیکوپترهای نظامی تعقیب می‌شود، مجروح شده‌اند. شکایت آنها علیه دولت آمریکا رد شد. | [ ۱۱۱ ]                         |
| ۱۹۸۱-۰۱-۰۸       | پرونده Trans-en-Provence                      | Trans-en-Provence , Provence-Alpes-Côte d'Azur           | فرانسه                          | پیمانکار بازنشسته رناتو نیکولای گفت که یک شی پرنده به شکل دو کاسه وارونه دیده‌است که آثار دایره‌ای بر روی چمن بر جای می‌گذاشت. | [ ۱۱۲ ]                         |
| ۱۹۸۵-۱۲-۲۷       | کتاب اشتراک                                   | نیویورک                                                  | ایالات متحده                    | نویسنده ویتلی استریبر ادعا می‌کند که در حالی که در کابین خود در شمال نیویورک بود توسط بیگانگان ربوده شده‌است. | [ ۱۱۳ ]                         |
| ۱۹۸۶-۱۱-۱۷       | حادثه پرواز ۱۶۲۸ خطوط هوایی ژاپن              | از شرق تا جنوب مرکز آلاسکا                               | ایالات متحده                    | گزارش شده‌است که ابتدا دو فروند مربع شکل و سپس یک فروند هواپیمای ظاهری که خدمه شاهد آن بودند، در کنار پرواز ۱۶۲۸ خطوط هوایی ژاپن به مدت ۵۰ دقیقه بر فراز آلاسکا پرواز کرد. رادار نظامی شیءی را که در عقب بوئینگ ۷۴۷ قرار داشت شناسایی کرد. | [ ۱۱۴ ]                         |
| ۱۹۸۷-۱۱-۱۱       | حادثه بشقاب پرنده نسیم خلیج فارس              | فلوریدا                                                  | ایالات متحده                    | اد والترز، یک پیمانکار ساختمان ادعا کرد که یک بشقاب پرنده را دیده و از آن عکس گرفته‌است. | [ ۱۱۵ ] [ ۱۱۶ ]                 |
| ۱۹۸۹-۰۹-۲۷       | حادثه بشقاب پرنده ورونژ                       | ورونژ                                                    | اتحاد جماهیر شوروی              | گروهی از جوانان ادعا کردند که یک بشقاب پرنده و یک «بیگانه سه چشم» را دیده‌اند. | [ ۱۱۷ ]                         |
| ۱۹۹۰-۰۳-۳۰       | موج بشقاب پرنده بلژیکی                        | آنس، والونیا                                             | بلژیک                           | گزارش‌هایی از مثلث‌های سیاه بزرگ، بی‌صدا و کم‌پرواز که ظاهراً توسط ارتش بلژیک بررسی شده‌است. | [ ۱۱۸ ]                         |
| ۱۹۹۴-۰۹-۱۶       | حادثه یوفو رووا                               | روا                                                      | زیمبابوه                        | ۶۲ کودک بین شش تا دوازده سال ادعا کردند که یک یا چند زمین صنایع دستی را در مزرعه ای نزدیک مدرسه خود دیده‌اند. یک یا چند موجود که همه لباس سیاه پوشیده بودند از کاردستی خارج شدند و به بچه‌ها نزدیک شدند. آنها سپس telepathically به آنها پیام با ابلاغ زیست‌محیطی موضوع قبل از وارد شدن دوباره به هنر و صنعت و پرواز به دور. | [ ۱۱۹ ] [ ۱۲۰ ]                 |
| ۱۹۹۶-۰۱-۲۰       | حادثه بشقاب پرنده وارگینها                    | وارگینها                                                 | برزیل                           | گفته می‌شود که نیروهای مسلح برزیل یک موجود فرازمینی را پس از سقوط بشقاب پرنده دستگیر کردند. دولت برزیل رسماً این ادعاها را رد کرده‌است. طبق تحقیقات نظامی، یک مرد محلی دارای معلولیت با یک بیگانه اشتباه گرفته شد. | [ ۱۲۱ ]                         |
| ۱۹۹۶-۱۰-۰۵       | مشاهده بشقاب پرنده وستندورف                   | پلوتاس                                                   | برزیل                           | خلبان مشاهده می‌کند که یک بشقاب پرنده از یک کشتی مادر بیرون می‌آید. | [ ۱۲۲ ] [ ۱۲۳ ] [ ۱۲۴ ] [ ۱۲۵ ] |
| ۱۹۹۷-۰۳-۱۳       | چراغ‌های ققنوس                                 | فینیکس، آریزونا                                          | ایالات متحده                    | نورها و صنایع دستی با توصیفات مختلف، به ویژه یک الگوی V شکل، توسط هزاران نفر بین ساعت ۱۹:۳۰ تا 22:30 MST، در فضایی حدود ۳۰۰ مایلی، از خط نوادا، از طریق فونیکس، تا لبه مشاهده شد. از توسان، که بعداً به عنوان شعله‌های آتش در طول پروازهای آموزشی نظامی پرتاب شد. | [ ۱۲۶ ]                         |

## قرن بیست و یکم
| تاریخ                    | نام                                                                 | شهر، ایالت                                 | کشور                | شرح | منابع                           |
| ------------------------ | ------------------------------------------------------------------- | ------------------------------------------ | ------------------- | --- | ------------------------------- |
| ۲۰۰۴-۰۵-۰۳               | ۲۰۰۴ حادثه یوفو در مکزیک                                            |                                            | مکزیک               | یک گشت هوایی قاچاق مواد مخدر با دوربین مادون قرمز آنچه را که برخی ادعا می‌کردند بشقاب پرنده است ضبط کرد. این فیلم توسط Jaime Maussan منتشر شده‌است. با این حال، مشاهدات به‌طور قانع کننده ای با شعله‌های آتش‌سوزی سکوهای نفتی مرتبط بود. | [ ۱۲۷ ]                         |
| ۲۰۰۴-۰۴-۲۰               | تاکسی یوفو                                                          | در سواحل دریای خزر                         | ایران               | در مرداد سال ۱۳۸۲، دو گردشگر در نزدیکی دریای خزر، یک جفت یوفو به رنگ‌های سفید و زرد Taxi UFO را مشاهده کردند. | [ ۱۲۸ ]                         |
| ۲۰۰۴-۱۱-۱۴               | حادثه UFO USS Nimitz                                                | در سواحل سن دیگو، کالیفرنیا                | ایالات متحده        | چند خلبان از اسکادران VFA-41 که با سوپر هورنتس از ناو یو اس اس نیمیتز پرواز می‌کردند، توسط ناو یو اس اس پرینستون هدایت شدند تا یکی از چندین شی پرنده ناشناس شناسایی شده توسط رادار را رهگیری کنند. خلبانان یک برخورد بصری را گزارش کردند و یک فیلم مادون قرمز ضبط کردند. نیروی دریایی تأیید کرده‌است که این فیلم توسط پرسنل نیروی دریایی گرفته شده‌است و اعلام کرده‌است که هنوز ماهیت مشاهده‌هایی را که آنها به عنوان پدیده‌های هوایی غیرقابل توضیح طبقه‌بندی می‌کنند، شناسایی نکرده‌است. | [ ۱۲۹ ] [ ۱۳۰ ] [ ۱۳۱ ]         |
| فروردین ۱۳۸۳             | حادثه یوفو شمال ایران                                               | شمال ایران                                 | ایران               | در فروردین ۱۳۸۳ مردم شهرهای شمالی ایران طی چند شب، یوفوهایی را مشاهده کردند. گزارش این رویداد از شهرهایی چون آزاد شهر، اردبیل، مشکین شهر، تبریز و گنبدکاووس مخابره شد. | [ ۱۳۲ ]                         |
| ۱۳۸۴                     | حادثه یوفو آرامگاه کوروش                                            | آرامگاه کوروش بزرگ، شیراز                  | ایران               | یک گردشگر در سال ۱۳۸۴ ادعا کرد که یک یوفو را در نزدیکی آرامگاه کوروش بزرگ در شیراز در حال پرواز دیده‌است. | [ ۱۳۳ ]                         |
| ۲۰۰۵                     | جت‌های جنگنده به سمت شی ناشناخته بلند شدند                           | Jaslovské Bohunice, Banská Bystrica Region | اسلواکی             | در سال ۲۰۰۵، جت‌های جنگنده به سمت یک شی ناشناخته به پرواز درآمدند که قرار بود بر فراز نیروگاه هسته‌ای Bohunice پرواز کند. در آن زمان، دو هواپیما شی ناشناخته را در حال پرواز بر فراز مرکز اسلواکی مشاهده کردند. "دو هواپیما در حال پرواز رو به روی هم بودند، البته در ارتفاعات مختلف. ناگهان یکی به ما گفت که چیزی بر فراز کابین خلبان پرواز کرده‌است. کسی که بر فراز او و علیه او پرواز کرد، ناگهان اعلام کرد که چیزی بسیار سریع در نزدیکی هواپیما پرواز کرده‌است. بال. پرسیدیم هواپیماست، گفت شبیه هواپیما نیست. اعزام کننده گفت. | [ ۱۳۴ ]                         |
| ۲۰۰۶-۱۱-۰۷               | ۲۰۰۶ مشاهده بشقاب پرنده در فرودگاه بین‌المللی اوهار                  | شیکاگو                                     | ایالات متحده        | کارمندان و خلبانان یونایتد ایرلاینز ادعا کردند که یک هواپیمای نعلبکی شکل و بدون نور را مشاهده کردند که بر فراز ترمینال فرودگاه اوهار شیکاگو معلق بود، قبل از اینکه به نظر برسد با یک خیز عمودی سریع آن را ترک می‌کند. | [ ۱۳۵ ]                         |
| ۲۰۰۷-۰۴-۲۳               | ۲۰۰۷ مشاهده یوفو آلدرنی                                             | آلدرنی                                     | قلمرو پیشکاری گرنزی | دو خلبان خطوط هوایی در پروازهای جداگانه یوفوها را در سواحل آلدرنی مشاهده می‌کنند. | [ ۱۳۶ ]                         |
| طی سال‌های ۱۳۸۱ – ۱۳۹۰    | رویت یوفوها در استان کرمان ۱۳۸۱ – ۱۳۹۰                              | کرمان                                      | ایران               | اولین گزارش مربوط به مشاهدهٔ یوفوها در استان کرمان مربوط به ۱۳۸۱ و مشاهدهٔ جسمی نورانی بر فراز شهر کرمان است. دومین گزارش رویت آن‌ها مربوط به زمستان ۱۳۸۵ است که مردم شیء نورانی را مشاهده کردند که به کوه بارز برخورد کرد و صدای ایجاد شده از آن به قدری مهیب بود که حتی در شهر کرمان هم شنیده شد. سومین گزارش مربوط به ۱۵ دی ۱۳۸۹ است که به غیر از شهرهای کرمان، راور، بافت در زاهدان استان سیستان و بلوچستان هم دیده شد. چهارمین گزارش مربوط به سال ۱۳۹۰ است که روئیت یوفوها در سرتاسر استان گزارش شده و حتی برخی برخورد آن‌ها با زمین را مشاهده کردند. | [ ۱۳۷ ]                         |
| 2007-11-28 to ۲۰۱۱-۱۲-۱۳ | دادلی دوریتو                                                        | اولدبوری، میدلندز غربی                     | بریتانیا            | دادلی دوریتو مشاهدات متعددی از یک مثلث سیاه بر فراز شهرک‌های وست میدلندز در بریتانیا بود که در نوامبر ۲۰۰۷ آغاز شد. این عبارت توسط مطبوعات محلی پس از شنیدن توصیف شاهدان از این شی ابداع شد. | [ ۱۳۸ ] [ ۱۳۹ ]                 |
| ۲۰۰۸-۰۶-۲۰               | مشاهده یوفو در ولز                                                  | شهرهای مختلف، ولز                          | بریتانیا            | بر اساس گزارش رسانه‌ها، یک هلیکوپتر پلیس قبل از اینکه بخواهد آن را تعقیب کند، تقریباً مورد اصابت یک بشقاب پرنده قرار گرفت. صدها نفر گزارش کردند که در همان روزها یا روزهای قبل از مناطق مختلف ولز شاهد یک بشقاب پرنده بوده‌اند. | [ ۱۴۰ ]                         |
| ۲۰۰۹-۰۱-۰۵               | حقه یوفو موریستاون                                                  | موریس‌تاون، نیوجرسی                         | ایالات متحده        | در شب، شهروندان موریس تاون و دیگر شهرها در شهرستان موریس، نیوجرسی، پنج چراغ قرمز را در آسمان دیدند. پس از سه ماه، دو مرد از منطقه موریس تاون اعلام کردند که یک فریب یوفو را سازماندهی کرده‌اند که به معنای «آزمایش اجتماعی» است. | [ ۱۴۱ ]                         |
| ۲۰۱۰-۰۱-۲۵               | حادثه هاربر میل                                                     | نشنال هاربر، مریلند، نیوفاندلند و لابرادور | کانادا              | حداقل سه بشقاب پرنده که شبیه موشک بودند اما صدایی از خود ساطع نمی‌کردند بر فراز هاربر میل مشاهده شدند. | [ ۱۴۲ ]                         |
| 2014-06-02 to ۲۰۱۵-۰۳-۱۰ | پرونده حوادث پرنده‌های ناشناس ناو هواپیمابر تئودور رزولت             | ساحل شرقی آمریکا                           | ایالات متحده        | چندین برخورد راداری-بصری بشقاب پرنده توسط خلبانان نیروی دریایی ایالات متحده در یک دوره نه‌ماهه. ویدئوهای دو مورد از این برخوردها منتشر شد. نیروی دریایی تأیید کرده‌است که این فیلم‌ها توسط پرسنل نیروی دریایی گرفته شده‌است و اعلام کرده‌است که هنوز ماهیت مشاهده‌هایی را که آنها به عنوان پدیده‌های هوایی غیرقابل توضیح طبقه‌بندی می‌کنند، شناسایی نکرده‌است. | [ ۱۴۳ ] [ ۱۴۴ ]                 |
| طی سال‌های ۱۳۸۱ – ۱۳۹۰    | ادعای رؤیت اشیای ناشناس پرنده در ایران توسط مسافر یک هواپیمای تجاری |                                            | ایران               | در تاریخ شنبه ۱۷ آبان ۱۳۹۳، برخی وبگاه‌های مختلف خبری اعلام‌داشتند، که روزنامهٔ هافینگتون پست با انتشار تصاویر و فیلم، مدعیِ پرواز نوعی از بشقاب پرنده در حریم هوایی ایران شده‌است. بنا به این گزارش‌ها، روزنامهٔ هافینگتون پست مدعی شده مسافرِ هواپیمایی تجاری فیلمی ضبط کرده که پرواز یک شیء پرندهٔ ناشناس در حریم هوایی ایران را نشان می‌دهد. بر اساس این گزارش، این شیء ناشناس پرنده، به شکل یک‌دیسک بوده‌است و در زیرِ هواپیمای مسافربری موردنظر، در حال پرواز بوده‌است. | [ ۱۴۵ ] [ ۱۴۶ ] [ ۱۴۷ ] [ ۱۴۸ ] |
| ۲۰۱۴                     | مشاهده بشقاب پرنده خلبان اسلواکی                                    | ژیلینا، منطقه ژیلینا                       | اسلواکی             | ضبط صوتی ارتباط دیسپچر با خلبان هواپیمای باری. خلبان می‌پرسد آیا تمرین نظامی روی زمین وجود دارد؟ اعزام کننده پاسخ می‌دهد که تمرینی وجود دارد، اما در قسمت شرقی اسلواکی است. خلبان ادعا می‌کند که سه دقیقه پیش موشکی را دیدند که درست زیر آنها، از چپ به راست پرواز می‌کرد. اعزام کننده آن را بررسی کرد و اطلاعات بیشتری نداشت. خلبان آن را به عنوان یک موشک شناسایی کرد، یعنی باید سرعت خود را داشته باشد، باید مقداری نیروی محرکه داشته باشد. دیسپچرها پایگاه‌های نظامی در اسلواکی، همسایه جمهوری چک و لهستان را بازرسی کردند. بدون هیچ نتیجه ای | [ ۱۳۴ ]                         |
| اسفند ۱۳۹۵               | رویت شیء نورانی در غرب ایران                                        | پاوه، بروجن                                | ایران               | عصر روز یکم اسفندماه ۱۳۹۵، مردم چند شهر ایران گزارش رویت یک شیء نورانی را دادند و فیلم‌هایی هم از این شیء ناشناس منتشر شد. این شیء ابتدا در شهرستان پاوه و شهرهای بروجن و رویدر دیده شد اما پس از چند دقیقه مردم از شهرهای مختلف ایران توانستند شیء مذکور را رویت کنند. برنامه‌های خبری رسمی صدا و سیمای جمهوری اسلامی ایران، به نقل از «قرارگاه پدافند هوایی خاتم الانبیا» ادعا کردند این شیء بخشی از موشک فضایی آزمایشی یکی از کشورهای غربی بوده که از خاک همان کشور پرتاپ شده؛ اما با توجه به الگو و حرکات پروازی، نور بسیار زیاد و عجیب، فاصلهٔ نه چندان دور از خاک ایران و عدم اعلام رسمی خبر آزمایش موشک توسط کشور مورد نظر، این ادعای رسانه‌ها و مقامات ایران غلط می‌باشد. | [ ۱۴۹ ]                         |
| ۲۰۲۱-۰۲-۲۱               | مشاهده بشقاب پرنده خلبان بر فراز نیومکزیکو                          | کلیتون، نیومکزیکو                          | ایالات متحده        | خلبان، در ارتفاع ۳۷۰۰۰ پا، گزارش داد که یک شی استوانه‌ای بلند را دیده‌است که تقریباً شبیه یک «موشک کروز از نوع شی» است که با سرعت بالای بالای آنها حرکت می‌کند. امریکن ایرلاینز تأیید کرد که انتقال رادیویی از پرواز ۲۲۹۲ انجام شده‌است. FAA چند روز بعد اظهار داشت: «یک خلبان گزارش داد که یک شیء را کمی بعد از ظهر به وقت محلی در روز یکشنبه ۲۱ فوریه ۲۰۲۱ بر فراز نیومکزیکو دیده‌است. کنترل‌کننده‌های ترافیک هوایی FAA آن را ندیده‌اند. هر جسمی در آن منطقه در رادارسکوپ آنها وجود دارد.» | [ ۱۵۰ ]                         |

## بر اساس مکان
- قاره آفریقا
- آلبانی
- آرژانتین
- استرالیا
- بلاروس
- بلژیک
- برزیل
- کانادا
- جزایر قناری
- چین
- جمهوری چک
- فرانسه
- یونان
- هند
- اندونزی
- ایران
- ایتالیا
- مکزیک
- نپال
- نیوزلند
- نروژ
- فضای بیرونی
- لهستان
- یونان
- روسیه
- آفریقا جنوبی
- اسپانیا
- سوئد
- بریتانیا
- ایالات متحده آمریکا
- یوگسلاوی